# ナタンズ
ナタンズ（ペルシア語: نطنز、Natanz/Naţanz）はイラン・エスファハーン州ナタンズ郡の郡都。カーシャーンの南東70kmに在る。2006年の国勢調査では人口12,060人・3,411世帯。
ナタンズはザグロス山脈に含まれるケルケス（キャルキャス）山地の北側に建ち、町の南西には標高3,895mのキャルキャス山（Kuh-e Karkas）がそびえる。テヘランとエスファハーンを結ぶ高速道路のルートからは外れており、カーシャーンとヤズドを結ぶ幹線道路から19km奥まった地点に位置する。
ナタンズの特産品としてナシの果実が知られている。
イランがイスラーム化される前から、ナタンズはイラン高原中央部の交通の要地となっていた。ナタンズに存在する霊廟はスーフィーのアブド・サマド・イスファハーニーの墓として知られている。霊廟はアブド・サマドの弟子であるイルハン朝のワズィール（宰相）ザイヌルディーンによって建立されたものである。1304年から現在に至るまで複数回行われた増築・修復によって、霊廟にはハーンカーやムカルナスといった設備が増築されていった。また、ナタンズにはセルジューク朝時代の遺構も多く残る。

## 人口統計

### 人口
2006年の国勢調査時点で、ナタンズの人口は3,411世帯、12,060人であった。続く2011年の国勢調査では、3,829世帯、12,281人であった。2016年の国勢調査では、ナタンズの人口は4,564世帯、14,122人である。

## ナタンズ核施設
ナタンズ原子力施設は、イランの核開発計画の一環である。ナタンズの町から北北西約33km（北緯33度43分 東経51度43分 / 北緯33.717度 東経51.717度）、主要高速道路の近くに位置し、イランのウラン濃縮の中心施設として広く知られている。